# Francès cajun

Distribució geogràfica del francès cajun a Louisiana (2015).
15 a 20%
10 a 15%
4 a 10%
menys de 4%

El francès cajun (pronunciat cadjan, en francès français cadien o français cadjin) és una variant del francès parlat a l'estat de Louisiana, al sud dels Estats Units.
Els seus parlants es troben principalment a Nova Orleans, St. Bernard, St. Charels, St. John the Baptist, Jefferson, West Baton Rouge, Pointe Coupee, Avoyelles, St. Mary, Nueva Iberia, Assumption, i St. Landry.
La llengua hi arribà després de l'expulsió dels acadians (francòfons dels territoris de l'est del Canadà) que refusaren jurar fidelitat a la Corona Britànica, l'any 1755.

## Francès cajun i crioll de Louisiana
En la història de Louisiana es poden trobar molts dialectes, com el francès napoleònic i el colonial. Aquests dialectes s'han combinat amb dialectes originals del cajun. El cajun francès és diferent del crioll (crèole) de Louisiana. Hi ha diverses diferències entre tots dos parlars.
El francès cajun és la llengua derivada del francès acadià. Aquest dialecte del francès ve de la colònia d'Acàdia, situada entre el Canadà i l'estat de Maine. El dialecte acadià també té influències del castellà, l'alemany i el portuguès.